# Monuments culturels du district de Kosovo
Cet article recense les monuments culturels du district de Kosovo en Serbie et au Kosovo (point de vue serbe).

## Liste
| ID      | Monument                                                          | Adresse                      | Municipalité                 | Datation                                                          | Photo |
| ------- | ----------------------------------------------------------------- | ---------------------------- | ---------------------------- | ----------------------------------------------------------------- | ----- |
| SK 1367 | Monastère de Gračanica                                            | 42° 35′ 54″ N, 21° 11′ 36″ E | Pristina (Gračanica)         | 1310-1320                                                         |       |
| SK 1392 | Église de la Présentation-de-la-Mère-de-Dieu-au-Temple de Lipljan | 42° 31′ 31″ N, 21° 07′ 15″ E | Lipljan                      | 1310-1320 Vandalisée en 2004                                      |       |
| SK 1412 | Mosquée impériale de Pristina                                     | 42° 39′ 32″ N, 21° 10′ 04″ E | Pristina                     | 1460-1461                                                         |       |
| SK 1417 | Forteresse de Nerodimlje                                          | 42° 22′ 12″ N, 21° 04′ 41″ E | Uroševac (Nerodimlje)        |                                                                   |       |
| SK 1418 | Forteresses de Mali Petrič et de Veliki Petrič                    | 42° 19′ 53″ N, 21° 02′ 49″ E | Uroševac (Jezerce)           | XIVe siècle                                                       |       |
| SK 1419 | Monastère Saint-Uroš et église de l'Assomption                    | 42° 21′ 56″ N, 21° 02′ 34″ E | Uroševac (Nerodimlje)        | Dernier quart du XIVe siècle Détruits pendant la guerre du Kosovo |       |
| SK 1420 | Église des Saints-Archanges de Nerodimlje                         | 42° 22′ 13″ N, 21° 04′ 59″ E | Uroševac (Gornje Nerodimlje) | XIVe siècle ; XVIIIe siècle Détruite pendant la guerre du Kosovo  |       |
| SK 1421 | Église Saint-Théodore-Tiron de Donja Bitinja                      | 42° 15′ 08″ N, 21° 02′ 37″ E | Štrpce (Donja Bitinja)       | XVIe siècle                                                       |       |
| SK 1422 | Église Saint-Nicolas de Gotovuša                                  | 42° 14′ 56″ N, 21° 04′ 17″ E | Štrpce (Gotovuša)            | XVIe siècle                                                       |       |
| SK 1423 | Église Saint-Nicolas de Štrpce                                    | 42° 14′ 15″ N, 21° 01′ 35″ E | Štrpce                       | 1576-1577                                                         |       |
| SK 1513 | Mosquée de Sinan Pacha à Kačanik                                  | 42° 13′ 39″ N, 21° 15′ 27″ E | Kačanik                      |                                                                   |       |